# 河南郡
河南郡，是中國古代的一個郡級行政區，舊稱三川郡（古土文物作「叁川郡」），又曾改稱河南尹，唐朝以後由洛州、河南府所取代，「河南郡」作为行政区划名稱走入歷史，但仍作为郡望存在。

## 建置沿革

### 先秦三川郡

#### 先秦
戰國時期韓宣王置三川郡，以境內有河、雒、伊三川而得名。轄域相當於今河南黃河以南，靈寶以東，中牟以西的伊、洛流域和北汝河上游地區。

#### 秦代
秦莊襄王元年（前249年），秦攻韓，韓獻成皋、鞏，秦國疆界至大梁，置三川郡，郡治洛陽（今河南洛陽市東北），一說治滎陽（今滎陽市東北），轄域和韓國的三川郡相當。可考領縣有洛陽、河南、滎陽、京、索、陽武、緱氏、卷、鞏、新城、啟封、成皋、宛陵、新安、宜陽、澠池、陝、梁、平陰。

### 漢代河南郡

#### 西漢
- 西漢漢高帝二年（前205年）三川郡改稱河南郡，與河東郡、河內郡合稱三河，是西漢京畿範圍內的郡級行政區，治所在雒陽。
- 惠帝四年（前191年）析置新城縣。
- 漢景帝時期，啟封縣更名為開封縣。
- 元鼎四年（前113年），分新安、宜陽以西設立弘農郡。
- 元始二年（2年）時期，轄有雒陽、滎陽、偃師、京縣、平陰、中牟、平縣、陽武、河南、緱氏、原武、鞏縣、穀成、故市、密縣、新城、開封、成皋、苑陵，梁縣、新鄭共計22縣。

#### 東漢
東漢建立後由於定都雒陽，按原來長安屬京兆尹之例而改稱河南尹，下屬二十一縣，劃屬司隸校尉部，建安十八年（213年），改劃屬冀州刺史部。
- 建武十五年（39年）河南郡改稱河南尹，洛陽改稱雒陽。
- 建武二十一年（45年）廢故市。
- 永和五年（140年），轄有雒陽、河南、梁縣、滎陽、卷縣、原武、陽武、中牟、開封、苑陵、平陰、穀城、緱氏、鞏縣、成皋、京縣、密縣、新城、偃師、新鄭、平縣共計21縣。

#### 魏晉南北朝
曹魏時，治所在洛陽。轄有洛陽（舊稱雒陽）、鞏、河陰（舊稱平陰）、成皋、緱氏、新城、偃師、梁、新鄭、穀城、陸渾、陽城（舊屬潁川郡）、陽翟、滎陽、京、密、卷、陽武、苑陵、中牟、開封、原武共22縣。
- 漢末時置有滎陽都尉，領滎陽等縣。正始三年（242年）升格為滎陽郡，轄有滎陽、京、密、卷、陽武、苑陵、中牟、開封計8縣。魏末時廢郡，劃歸河南尹。
- 咸熙元年（264年）以原武置原武郡。

西晉以後復稱河南郡，治所在洛陽。
- 泰始元年（265年），轄有洛陽、鞏、河陰、成皋、緱氏、新城、偃師、梁、新鄭、穀城、陸渾、陽城、陽翟、滎陽、京、密、卷、陽武、苑陵、中牟、開封共21縣。
- 泰始二年（266年），分滎陽、京、密、卷、陽武、苑陵、中牟、開封8縣置滎陽郡，河南郡轄縣減為13縣。
- 泰始、咸寧年間（265年-280年），廢偃師入洛陽，穀城入河南，增置新安，河南郡轄有洛陽、鞏、河陰、成皋、緱氏、新城、偃師、梁、新鄭、穀城、陸渾、陽城、陽翟、新安共12縣。

- 漢趙河南郡（311年－320年），領縣5：洛陽、河南、鞏、河陰、新安
- 後趙河南郡（320年－350年）
- 冉魏河南郡（350年－351年）
- 東晉河南郡（351年－352年）
- 前秦河南郡（352年）
- 東晉河南郡（352年－365年）
- 前燕河南郡（364年－370年）
- 前秦河南郡（370年－384年）
- 東晉河南郡（384年－399年）
- 後秦河南郡（399年－416年），領縣11：洛陽、河南、鞏、緱氏、新城、梁、河陰、陸渾、新安、成皋、陽城
- 東晉、劉宋河南郡（416年－423年），領縣11：洛陽、河南、鞏、緱氏、新城、梁、河陰、陸渾、東垣、新安、西東垣
- 北魏河南郡（423年－534年），領縣：洛陽、河南、緱氏（493年併入洛陽）、新安、東垣、鞏、新城、潁陽（467年置，526年改屬陽城郡）、堙陽（489年置）、河陰（505年復置）、陽城（520年－525年間置，526年改屬陽城郡）
- 東魏、北齊河南郡（534年－577年），領縣1：宜遷
- 西魏、北周河南郡（537年－577年），領縣：澠池
- 北周、隋朝河南郡（577年－583年），領縣1：河南[2]

### 隋代河南郡
隋朝開皇三年（583年）廢河南郡，河南縣直屬洛州。大業元年（605年）洛州改稱豫州。大業三年（607年）廢州置郡，稱「河南郡」。領縣18：河南、洛陽、閿鄉、桃林、陝、熊耳、澠池、新安、偃師、鞏、宜陽、壽安、陸渾、伊闕、興泰、緱氏、嵩陽、陽城。鄭開明元年（619年），改河南郡為司州，河南郡之名不再作為行政區劃名稱。

## 行政長官

### 三川守（前249年－前206年）
- 李由，秦二世二年（前208年）戰亡。[4]

### 河南守（前205年－前148年）
- 周信，漢高帝時在任。[5]
- 吳□，漢文帝元年（前179年）離任。[6]

### 河南太守（前148年－9年）
- 杜□，杜周子（或為杜延壽、或為杜延考），漢武帝末在任。
- 司馬安，漢武帝時在任。[7]
- 魏相，字弱翁，濟陰定陶人，漢宣帝本始二年（前72年）離任。[6]
- 嚴延年，字次卿，東海下邳人，漢宣帝神爵四年（前58年）有罪，棄巿。[8]
- 嚴彭祖，字公子，東海下邳人，漢元帝初元五年（前44年）離任。[6]
- 召信臣，字翁卿，九江壽春人，漢元帝竟寧元年（前33年）離任。[6]
- 畢衆，漢成帝建始元年（前32年）離任。[6]
- □漢，漢成帝建始四年（前29年）離任。[6]
- 甄尊，字少公，京兆尹杜陵人，漢成帝建始四年（前29年）出任。[6]
- 何武，字君公，蜀郡郫縣人，漢成帝時在任。[9]
- 龐真，漢成帝永始四年（前13年）離任。
- 宗正，字子泄，京兆尹長安人，漢成帝永始四年（前13年）出任。[6]
- 徐讓，字子張，漢成帝元延元年（前12年）離任。[6]
- 王嘉，漢成帝元延三年（前10年）離任。
- 王崇，漢哀帝建平三年（前4年）離任。[6]
- 馬況，扶風茂陵人。[10]
- 翟義，漢哀帝時在任。
- 陳遵，字孟公，京兆尹杜陵人，漢孺子居攝三年（8年）出任，數月免。[11]

### 河南太守（23年－25年）
- 武勃，漢更始帝時在任。[12]
- 丁綝，字幼春，潁川定陵人，漢光武帝建武元年（25年）在任。[13]

### 河南尹（25年－310年代）
- 歐陽歙，字正思，樂安千乘人，漢光武帝建武元年（25年）至五年（29年）在任。[14]
- 王梁，字君嚴，漁陽要陽人，漢光武帝建武五年（29年）至七年（31年）在任。[15]
- 王遵，漢光武帝時在任。
- 張伋，漢光武帝建武十六年（40年）坐度田不實下獄死。[16]
- 郭唐，漢光武帝建武中在任。[17]
- 宋嵩，京兆長安人。[18]
- 景□。[19]
- 范遷，字子廬，沛國人，漢明帝永平四年（61年）離任。[20]
- 郭賀，字喬卿，河南雒陽人，漢明帝永平四年（61年）至七年（64年）在任。[18]
- 張恂，漢明帝永平時在任。
- 曹祉，濟陰人，漢明帝永平時在任。[14]
- 薛昭，漢明帝永平十三年（70年）下獄死。[20]
- 袁安，字邵公，汝南汝陽人，漢明帝永平十六年（73年）至漢章帝建初八年（83年）在任。[21]
- 召馴，字伯春，九江壽春人，漢章帝元和二年（85年）至章和二年（88年）在任。[14]
- 蔡嵩，漢和帝初在任。[21]
- 王調，字叔和，漢和帝永元二年（90年）免官。[22]
- 張酺，字孟侯，汝南細陽人，漢和帝永元五年（93年）離任。[21]
- 呂蓋，漢和帝永元九年（97年）離任。[23]
- 應順，字華仲，汝南南頓人，漢和帝時在任。[24]
- 龐奮，漢和帝永元十二年（100年）出在任。[25]
- 周暢，字伯持，汝南安城人，漢安帝永初二年（108年）前後在任。[26]
- 鄧豹，南陽新野人，漢安帝建光元年（121年）自殺。[27]
- □祉，漢安帝延光二年（123年）前後在任。[28]
- 郭鎮，字桓鍾，潁川陽翟人，漢順帝初在任。[29]
- 趙戒，字志伯，蜀郡成都人，漢順帝時在任。[30]
- 田歆，漢順帝時在任。[31]
- 崔㠕，下邳人，漢順帝阳嘉四年（135年）前後在任。[32]
- 梁冀，字伯卓，安定烏氏人，漢順帝永和元年（136年）至六年（141年）在任。[33]
- 梁不疑，安定烏氏人，漢順帝永和六年（141年）出任。[33]
- 梁胤，安定烏氏人，漢桓帝延熹二年（159年）伏誅。[34]
- 霍諝，字叔智，魏郡鄴人，漢桓帝延熹中在任。[24]
- 何豹，漢桓帝延熹初年在任。[27]
- 楊秉，字叔節，弘農華陰人，漢桓帝延熹三年（159年）出任。[35]
- 劉祐，字伯祖，中山安國人，漢桓帝延熹中在任。[36]
- 鄧萬世，南陽新野人，漢桓帝延熹八年（165年）下獄死。[34]
- 李膺，字元禮，潁川襄城人，漢桓帝延熹八年（165年）出任。[37]
- 房植，甘陵人，漢桓帝時在任。[38]
- 馮緄，字鴻卿，巴郡宕渠人，漢桓帝時在任。[39]
- 杜密，字周甫，潁川陽城人，漢桓帝時在任。[36]
- 李咸，字元卓，汝南西平人，漢桓帝時在任。[40]
- 楊淮，字伯邳，犍為武陽人。[41]
- 朱野，字子遼，南陽宛人。[22]
- 劉祐，字伯祖，中山安國人，漢靈帝建寧元年（168年）在任。[36]
- 橋玄，字公祖，梁國睢陽人，漢靈帝建寧二年（169年）在任。[42]
- 段熲，字紀明，武威姑臧人，漢靈帝建寧三年（170年）在任。[43]
- 趙越，字彦善，河內獲嘉人，漢靈帝建寧中守。[44]
- 蓋升，漢靈帝建寧中在任。
- 陳球，漢靈帝時在任。
- 李燮，字德公，漢中南鄭人，漢靈帝時在任。[45]
- 羊陟，字嗣祖，太山梁父人，漢靈帝時在任。[46]
- 何進，字遂高，南陽宛人，漢靈帝中平元年（184年）離任。[47]
- 徐灌，漢靈帝中平元年（184年）出任，同年下獄死。[47]
- 种□，漢靈帝中平三年（186年）在任。
- 何苗，漢靈帝中平四年（187年）前後在任。[47]
- 蓋勳，漢靈帝中平年間在任。
- 司馬防，漢靈帝末在任。
- 陳導，廣陵人。[48]
- 鞏瑋，漢靈帝時在任。
- 袁術，字公路，汝南汝陽人，漢靈帝末在任。[49]
- 許相，漢少帝光熹元年（189年）在任，伏誅。[47]
- 王允，字子師，太原祁人，漢少帝光熹元年（189年）至漢獻帝永漢元年（189年）在任。[37]
- 伍孚，字德瑜，汝南人。[50]
- 朱雋，字公偉，會稽上虞人，漢獻帝初平二年（191年）前後在任。[51]
- 楊懿，弘農華陰人，漢獻帝初平中在任。[52]
- 朱雋，字公偉，會稽上虞人，漢獻帝初平三年（192年）在任。[53]
- 駱業，漢獻帝興平元年（194年）前後在任。[54]
- 董昭，字公仁，濟陰定陶人，漢獻帝建安三年（198年）在任。[55]
- 夏侯惇，字元讓，沛國譙人，漢獻帝建安中領。[56]
- 龐迪，漢獻帝建安末在任。
- 蘇□，漢末在任。
- 亹肅，不知何帝時在任。
- 譚閎，不知何帝時在任。
- 華崧，不知何帝時在任。
- 司馬芝，字子華，河內溫人，魏文帝至魏明帝時在任，居官十一年。[57]
- 裴潛，字文行，河東聞喜人，魏明帝時在任。[58]
- 劉靖，沛國相人，魏明帝時在任。[59]
- 王觀，字偉臺，東郡廩丘人。[60]
- 龐迪，扶風人，曹魏時在任。[61]
- 李勝，字公昭，南陽人，魏齊王正始九年（248年）離任。[56]
- 王基，字伯輿，東萊曲城人，魏齊王正始九年（248年）除，未拜。[62]
- 傅嘏，字蘭石，北地泥陽人，魏齊王嘉平元年（249年）出任。[63]
- 王肅，字子雍，東海郯人，魏齊王至高貴鄉公時在任。[64]
- 袁亮，陳郡扶樂人，曹魏時在任。[61]
- 李胤，字宣伯，遼東襄平人，魏元帝咸熙中在任。[65]
- 杜預，字元凱，京兆杜陵人，晉武帝泰始中守。[66]
- 庾純，字謀甫，潁川鄢陵人，晉武帝泰始七年（271年）前後在任。[67]
- 王宏，字正宗，高平人，晉武帝時在任。[68]
- 夏侯和，字義權，譙國譙人，晉武帝咸寧中在任。[56]
- 王恂，字良夫，東海郯人，晉武帝咸寧中在任。[64]
- 王濟，字武子，太原晉陽人，晉武帝時除，未拜。[69]
- 任愷，字元褒，樂安博昌人，晉武帝時在任。[70]
- 呂粹，字季悌，東平人，晉武帝時在任。[71]
- 阮炳，字叔文，陳留人，晉武帝時在任。[72]
- 向雄，字茂伯，河內山陽人，晉武帝太康四年（283年）前後在任。[73]
- 杜友，字季子，東郡人。[74]
- 李斌，晉惠帝永平元年（291年）伏誅。[75]
- 韓壽，字德真，南陽堵陽人，晉惠帝元康初在任。[76]
- 華澹，字玄駿，平原高唐人，晉惠帝元康四年（294年）免官。[77]
- 何攀，晉惠帝元康四年（294年）免兼。[77]
- □軼，晉惠帝時在任。[78]
- 裴楷，字叔則，河東聞喜人，晉惠帝時在任。[79]
- 樂廣，字彥輔，南陽淯陽人，晉惠帝元康七年（297年）前後在任。[80]
- 王衍，字夷甫，琅邪臨沂人，晉惠帝永寧元年（301年）出任。[81]
- 李含，晉惠帝太安二年（303年）被殺。[75]
- 周馥，晉惠帝永興元年（304年）前後守。[75]
- 荀組，字大章，潁川潁陰人，晉惠帝永興元年（304年）出任。[82]
- 石尠，字处约，乐陵厌次都乡清明里人，晋怀帝永嘉元年（307年）前以疾辞归乡里[83]。
- 刁協，字玄亮，勃海饒安人，晉懷帝永嘉初除，未拜。[84]
- 潘滔，字湯仲，河南人，晉懷帝永嘉四年（310年）前後在任。[85]
- 劉默，晉懷帝永嘉五年（311年）遇害。[85]
- 华荟，字敬叔，平原高唐人，晉懷帝永嘉五年（311年）出任，遇害。[65]
- 魏浚，濮陽東阿人，晉懷帝永嘉五年（311年）假，七年（313年）遇害。[86]
- 李暅，晉懷帝永嘉末在任。[82]
- 張髦，晉愍帝建興元年（313年）遇害。[85]
- 任愔，晉愍帝建興中在任。[86]

### 河南太守（311年－495年）
- 趙固，漢昭武帝嘉平二年（312年）領，鎮洛陽。[87]
- 尹平，前趙昭文帝光初七年（324年）被殺。[88]
- 戴施，晉哀帝隆和元年（362年）出奔。[89]
- 高茂，晉孝武帝太元九年（384年）出任。[90]
- 馮遵，晉孝武帝太元十一年（386年）前後在任。[91]
- 郭給，晉孝武帝太元十三年（388年）前後在任。[92]
- 楊佺期，弘農華陰人，晉孝武帝太元十六年（391年）前後在任。[92]
- 夏侯宗之，晉孝武帝太元中在任。[93]
- 辛恭靖，隴西狄道人，晉安帝隆安三年（399年）城陷被執。[94]
- 慕容筑，後秦文桓帝弘始十一年（409年）前後在任。[95]
- 毛脩之，字敬文，滎陽陽武人，晉安帝義熙十二年（416年）出任，戍洛陽。[96]
- 王涓之，宋少帝景平元年（423年）棄金墉出奔。[97]
- 來崇，北魏太武帝時在任。[98]
- 張□，河内轵人。[99]

### 河南尹（495年－534年）
- 元鑒，字紹達，河南洛陽人，北魏孝文帝太和中守。[100]
- 李崇，字繼長，小名繼伯，頓丘人，北魏孝文帝太和二十一年（497年）前後在任。[101]
- 李平，字曇定，頓丘人，北魏孝文帝末至北魏宣武帝初在任。[102]
- 楊鈞，恆農華陰人。[103]
- 元萇，河南洛陽人，北魏宣武帝時在任。[104]
- 馮聿，字寶興，長樂信都人，北魏宣武帝時在任。[105]
- 元暉，字景襲，河南洛陽人，北魏宣武帝時在任。[106]
- 李憲，字仲軌，趙郡平棘人，北魏宣武帝永平三年（510年）離任。[107]
- 甄琛，字思伯，中山毋極人，北魏宣武帝時在任。[108]
- 李彥，字次仲，隴西狄道人，北魏宣武帝延昌二年（513年）出任。[109]
- 崔休，字惠盛，清河人，北魏宣武帝延昌中行，後即真。[110]
- 鄧羨，安定人，北魏孝明帝延昌四年（515年）除，未拜。[111]
- 元昭，小字阿倪，河南洛陽人，北魏孝明帝延昌四年（515年）出任。[112]
- 元世雋，河南洛陽人，北魏孝明帝時在任。[113]
- 元固，字全安，河南洛陽人，行河南尹。[114]
- 元懷，字宣義，河南洛陽人。[115]
- 奚康生，河南洛陽人，北魏孝明帝時在任。[116]
- 高暉，字宣明，勃海蓨人，北魏孝明帝時在任。[117]
- 酈道元，字善長，范陽人，北魏孝明帝時在任。[118]
- 元融，字永興，河南洛陽人，北魏孝明帝領。[119]
- 元邵，字子開，河南洛陽人，北魏武泰元年（528年）遇害。[120]
- 李獎，字遵穆，頓丘人，北魏孝莊帝永安元年（528年）在任。[102]
- 宋翻，字飛烏，廣平列人人，北魏孝莊帝永安中在任。[121]
- 楊機，字顯略，天水冀人，北魏孝莊帝永安中行。[121]
- 楊昱，字元晷，弘農華陰人。[122]
- 辛雄，字世賓，隴西狄道人，北魏孝莊帝永安三年（530年）至北魏節閔帝普泰元年（531年）行。[123]
- 元仲景，河南洛陽人，北魏孝武帝太昌元年（532年）前後在任。[124]
- 元子思，河南洛陽人，北魏孝武帝永熙三年（534年）離任。[124]

### 河南尹（西魏，537年－540年代）
- 韋祐，字法保，京兆山北人，西魏文帝大統四年（538年）出任。[125]
- 韓雄，字木蘭，河南東垣人，西魏文帝大統中在任。[125]

### 河南太守（西魏，540年代－557年）
- 梁昕，字元明，安定烏氏人，西魏文帝大統十二年（546年）出任，先後鎮大塢、閻韓。[126]
- 魏玄，字僧智，任城人，西魏文帝大統十四年（548年）出任。[125]
- 裴寬，字長寬，河東聞喜人，西魏文帝大統十六年（550年）至北周孝閔帝元年（557年）在任，鎮孔城（今洛陽市伊川縣西）。

### 河南郡守（北周，557年－577年）
- 裴寬，字長寬，河東聞喜人，北周孝閔帝元年（557年）至北周明帝武成二年（560年）在任，鎮孔城。[127]
- 柳靖，字思休，河東解人，北周時在任。[128]

### 河南尹（607年－618年）
- 楊暕，字世朏，弘農華陰人，隋煬帝大業三年（607年）出任。[129]
- 楊杲，小字季子，弘農華陰人，隋煬帝大業中在任。[129]